# Reentrância
Em programação, reentrância é quando uma subrotina é executada concorrentemente de forma segura; isto é, a subrotina pode ser invocada novamente por outra rotina reentrante mesmo que ainda esteja em execução. Para atender essa qualidade, a sub-rotina não deve armazenar dados estáticos (dados globais) não constantes - não deve retornar o endereço de dados estáticos não constantes - deve trabalhar somente com os dados fornecidos pela subrotina que a invocou, não deve contar com exclusão mútua para recursos construídos com o modelo singleton e, só deve invocar sub-rotinas que também atendam as qualidades anteriores, isto é, que também sejam reentrantes. A reentrância é comum em sistema multiprogramável onde tecnicamente a função de um programa tem a capacidade de ser usado por muitos usuários ao mesmo tempo (compartilhado) tendo somente uma cópia do programa sendo executado na memória do dispositivo computacional (somente uma instância).
Vários níveis de prioridade de tarefas ou multiprocessamento geralmente complicam o controle de código reentrante. Código de entrada/saída geralmente não é reentrante pois manipula recursos singleton como discos rígidos. Entretanto, a reentrância é uma funcionalidade importante da programação funcional.

## Exemplos
No código da linguagem de programação C à esquerda, as funções f e g não são reentrantes. Note que f depende da variável global g_var. Portanto, se duas threads executarem a função e acessarem g_var concorrentemente, o resultado é indeterminado, dependerá da sequência de execução. Como g invoca f, ela também não é reentrante. Por outro lado, o código à direita é uma versão alterada do algoritmo não reentrante que elimina o uso do recurso estático, tornando ambas as funções reentrantes.
| Não reentrante int g_var = 1; int f() { g_var = g_var + 2; return g_var; } int g() { return f() + 2; } | Reentrante int f(int i) { return i + 2; } int g(int i) { return f(i) + 2; } |